# Landhelgisgæsla Íslands
     Islanda
     acque interne
     espansione a 4mn
     espansione a 12mn (attuale estensione delle acque territoriali)
     espansione a 50mn
     espansione a 200mn (attuale estensione della ZEE)

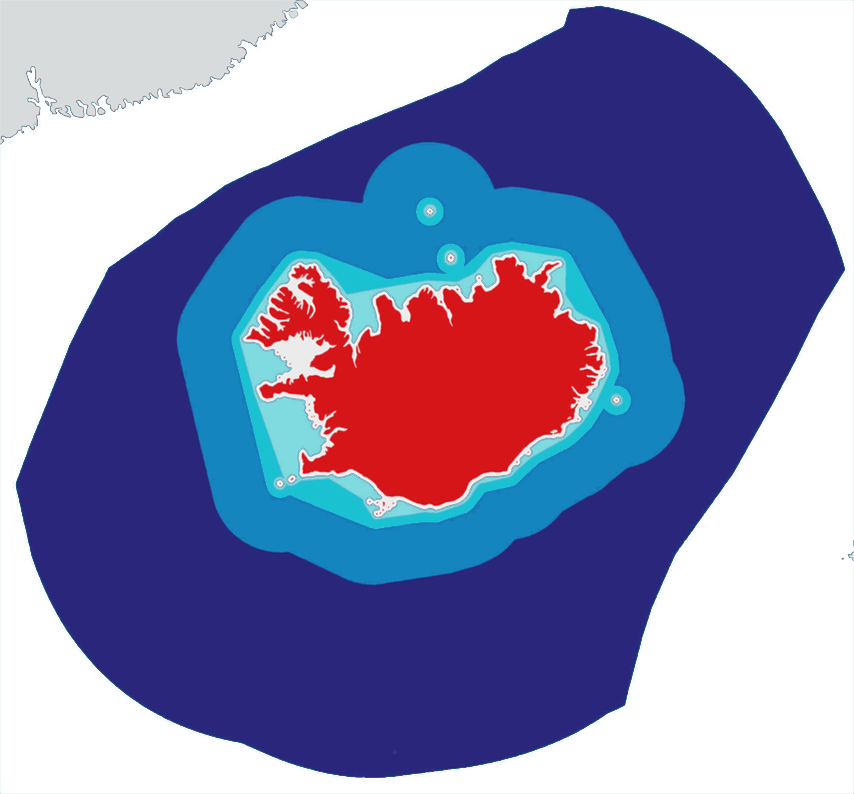
Espansione della zona economica esclusiva islandese:
Islanda
acque interne
espansione a 4mn
espansione a 12mn (attuale estensione delle acque territoriali)
espansione a 50mn
espansione a 200mn (attuale estensione della ZEE)

La Landhelgisgæsla Íslands o Landhelgisgæslan (in italiano: guardia costiera islandese) è l'organismo islandese cui compete la salvaguardia della vita umana ed il coordinamento di ricerca e salvataggio (SAR) in mare nonché la gestione amministrativa, la sicurezza della navigazione, la difesa delle acque territoriali e della zona economica esclusiva.

## Flotta
La forza navale dispone di tre navi pattuglia, la più nuova delle quali è la Thor, e di un vascello idrografico usato solo durante la bella stagione.
Tutte le navi hanno come nome un dio della mitologia norrena.
| Nome            | Ruolo                  | Classe       | Note |  |
| --------------- | ---------------------- | ------------ | --- |  |
| ICGV Þór (Thor) | pattugliatore d'altura | UT 512L Type | Costruita in Cile come classe UT 512L Type,commissionata nel tardo 2011 come nave ammiraglia. Il nome, Thor, si riferisce al dio della personificazione del fulmine, della folgore e del tuono, e della tempesta. |  |
| ICGV Týr        | pattugliatore d'altura | Ægir         | Di costruzione danese, Il suo nome si riferisce al dio della guerra Týr. |  |
| ICGV Ægir       | pattugliatore d'altura | Ægir         | Di costruzione danese, Il suo nome si riferisce al re e gigante del mare Ægir. |  |
| ICGV Baldur     | nave idrografica       | Baldur       | Di costruzione islandese Svolge anche compiti di pattugliamento, Il nome Baldur deriva dal dio della benevolenza.                                                                                                 |  |

## Mezzi aerei
| Aeromobile                        | Origine                           | Tipo                              | Versione                          | In servizio (2019)                | Note |                                   |
| Aerei da pattugliamento marittimo | Aerei da pattugliamento marittimo | Aerei da pattugliamento marittimo | Aerei da pattugliamento marittimo | Aerei da pattugliamento marittimo | Aerei da pattugliamento marittimo | Aerei da pattugliamento marittimo |
| --------------------------------- | --------------------------------- | --------------------------------- | --------------------------------- | --------------------------------- | --- | --------------------------------- |
| Bombardier Dash 8 Q300            | Canada                            | aereo da pattugliamento marittimo | Dash 8 Q300                       | 1                                 | |                                   |
| Elicotteri                        |                                   |                                   |                                   |                                   | |                                   |
| Aérospatiale AS 332 Super Puma    | Francia                           | SAR                               | AS 332L1                          | 2                                 | 3 AS 332L1 entrati in servizio a partire dal 1995, 2 in servizio all'aprile 2019, che saranno sostituiti da 2 H225. |                                   |
| Airbus H225                       | Unione europea                    | SAR                               | H225                              | 3                                 | 3 H225 presi in affitto ad aprile 2019 dalla Norwegian Helicopter Lessor Knut Axel Ugland Holding, che resteranno in servizio fino al 2022, anno in cui verrà introdotto un nuovo elicottero. Tutti consegnati al maggio 2021. |                                   |

## Galleria d'immagini

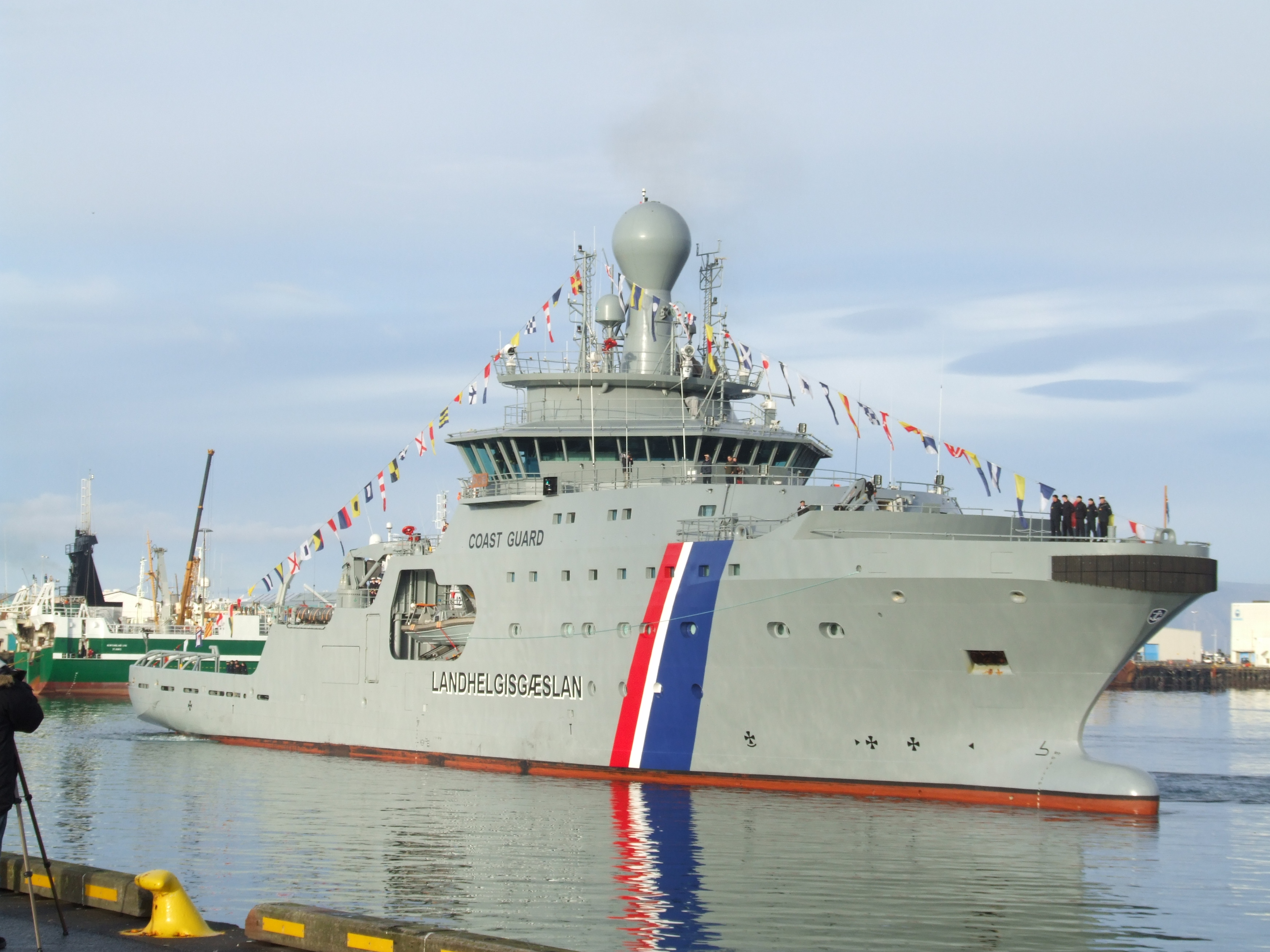
V/s Þor 2011
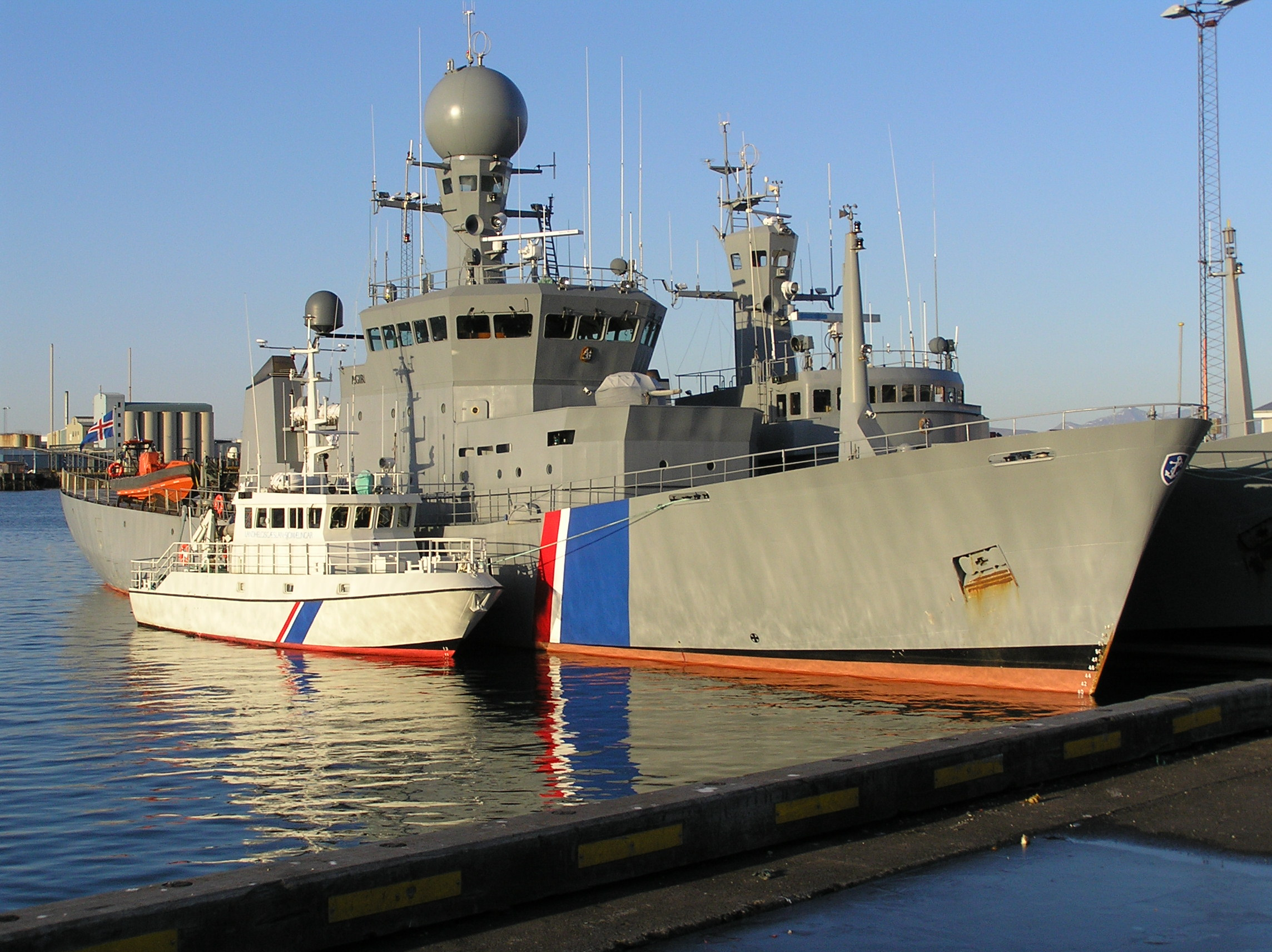
Da sinistra M/s Baldur, V/s Ægir e V/s Óðinn in porto.
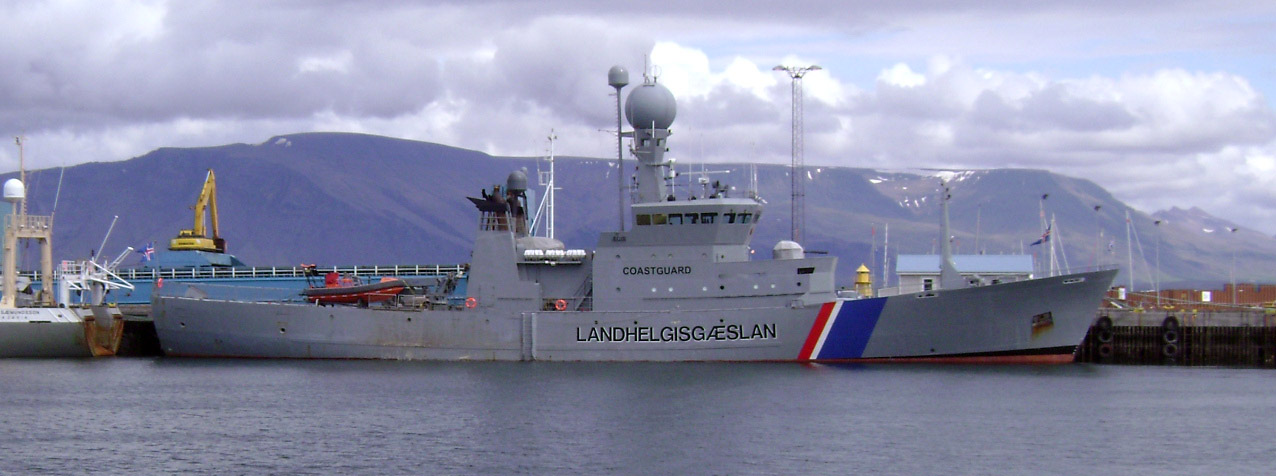
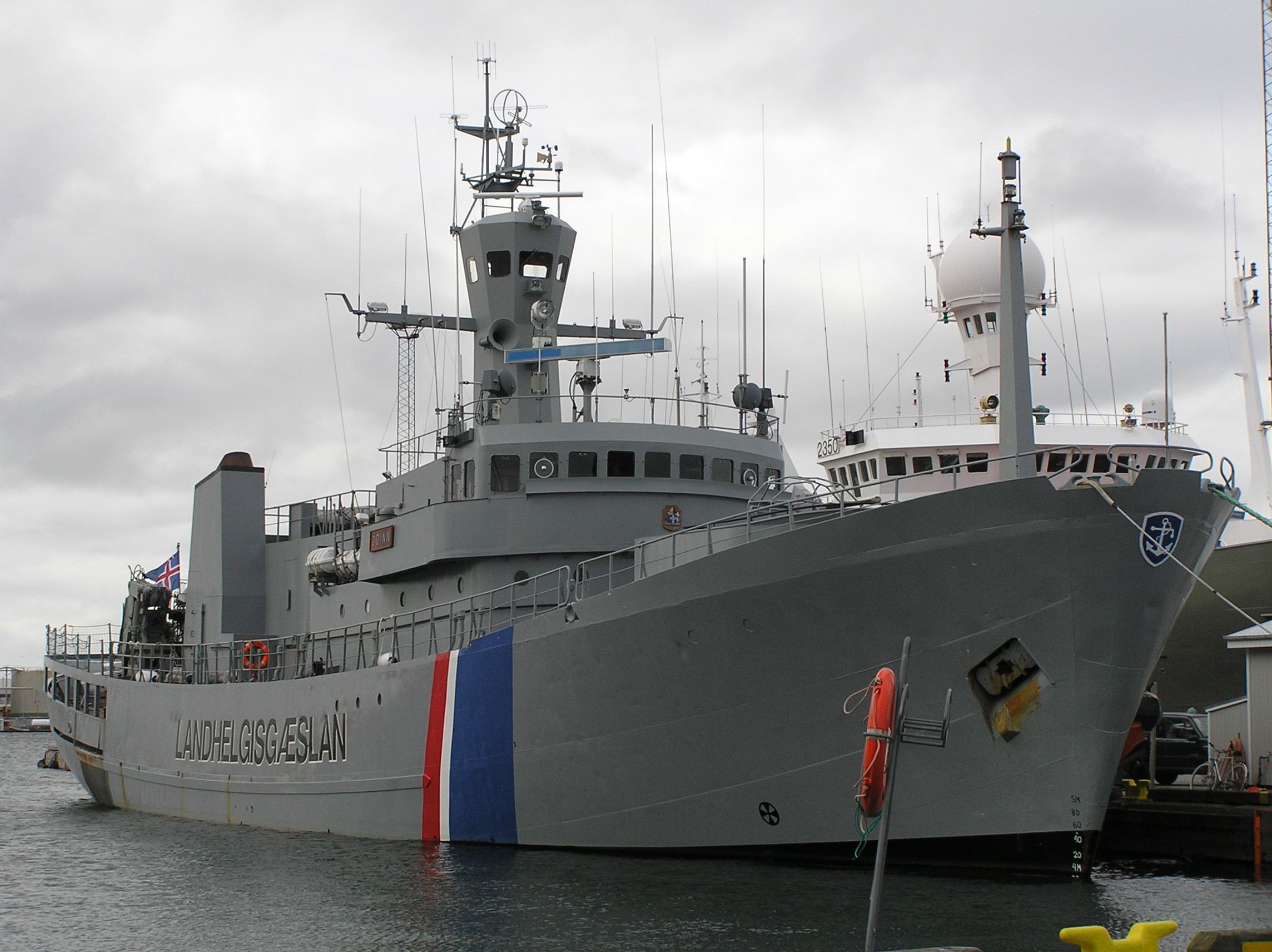
V/s Óðinn.
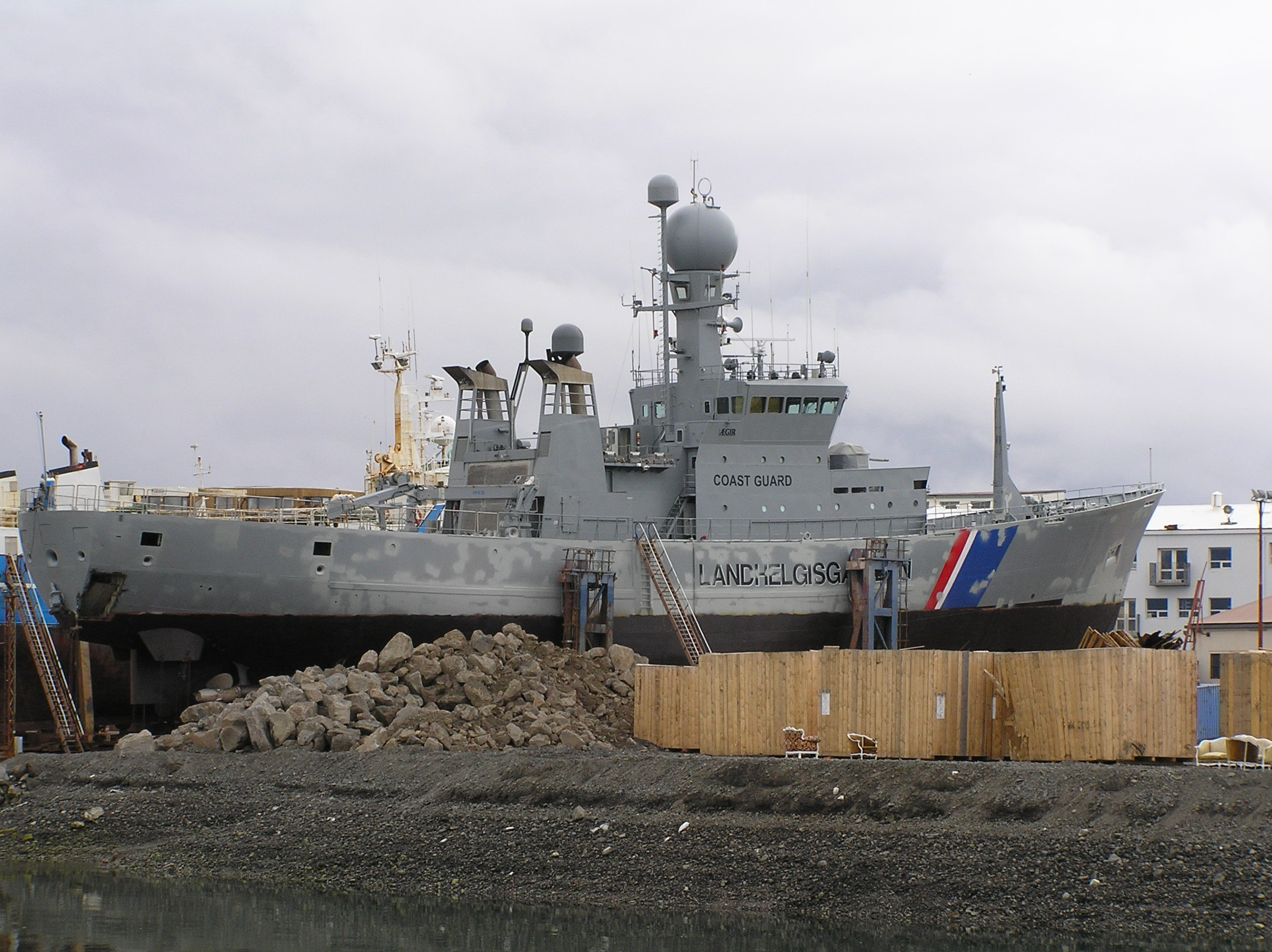
V/s Ægir ai lavori nel 2007.
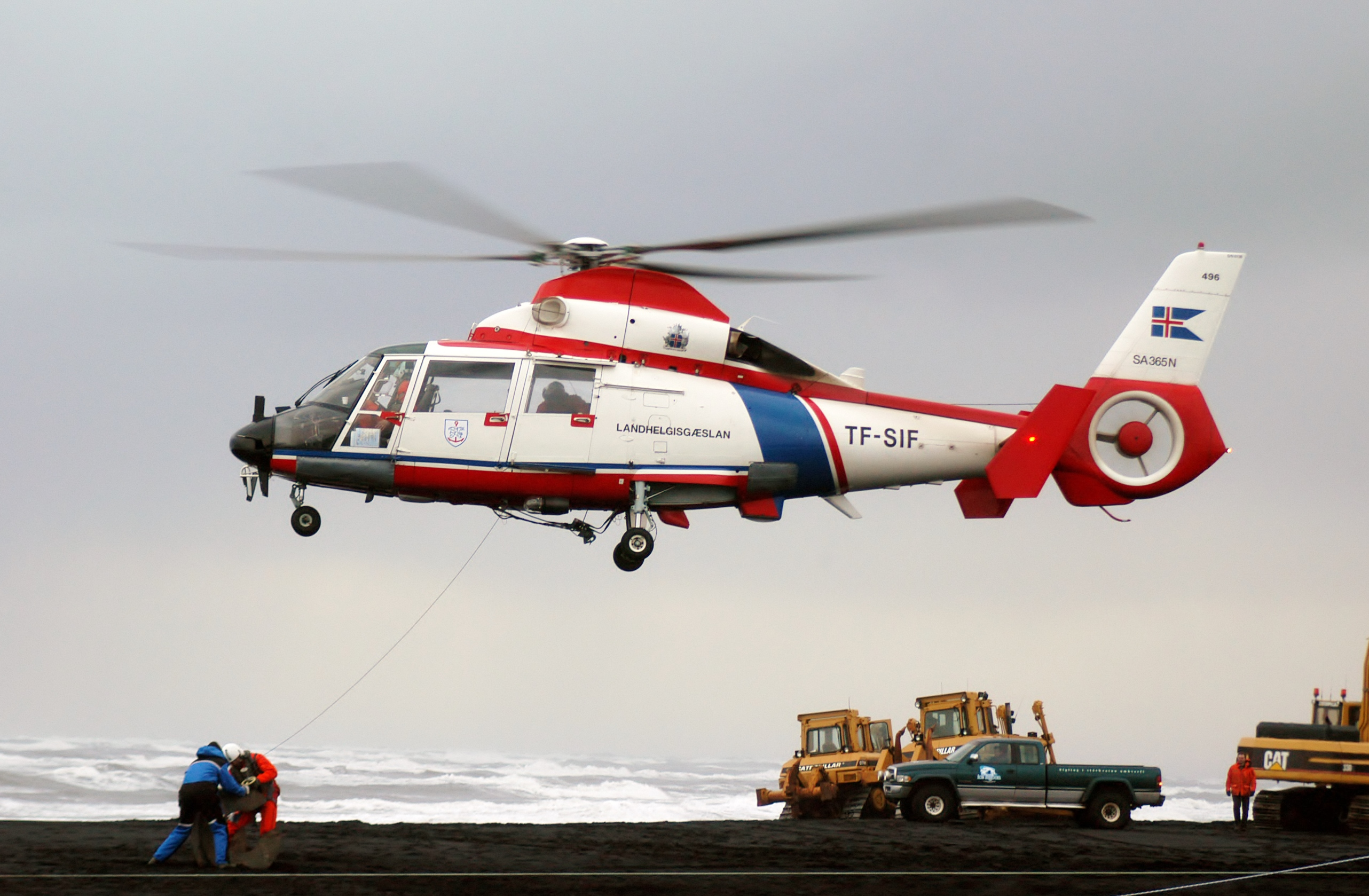
AS-365N Dauphin 2.
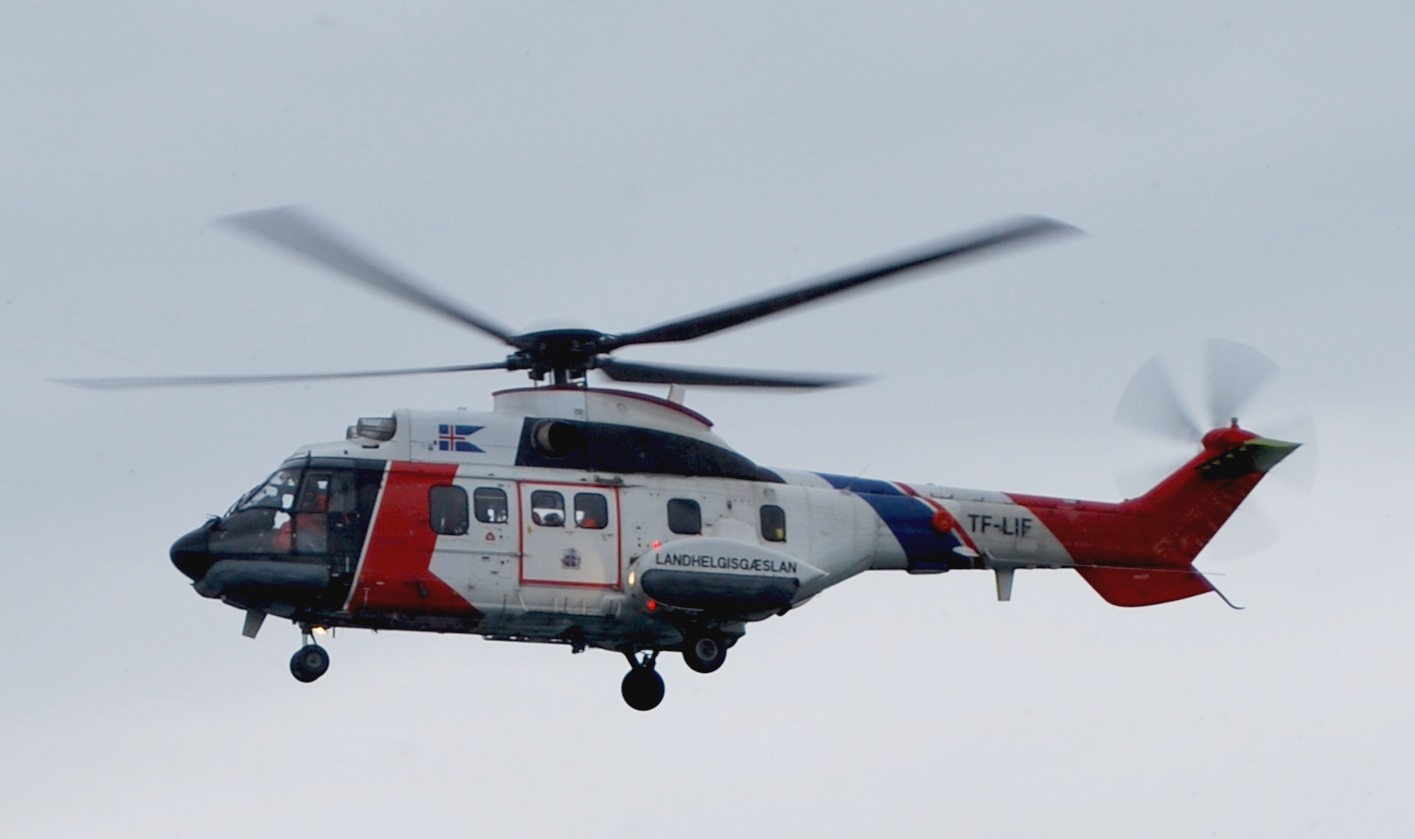
AS 332L2 Super Puma.

## Gradi militari

### Ufficiali
|         | Ufficiali          | Ufficiali              | Ufficiali | Ufficiali  | Ufficiali      | Ufficiali                 | Ufficiali           | Ufficiali                | Ufficiali     |
| ------- | ------------------ | ---------------------- | --------- | ---------- | -------------- | ------------------------- | ------------------- | ------------------------ | ------------- |
| Titolo  | Direttore generale | Vicedirettore generale | Commodoro | Comandante | Vicecomandante | Primo tenente di vascello | Tenente di vascello | Sottotenente di vascello | Guardiamarina |
| Insegna |                    |                        |           |            |                |                           |                     |                          |               |

### Sottuficiali
|         | Sottufficiali | Sottufficiali | Sottufficiali | Truppa          | Truppa     | Truppa         | Truppa  | Truppa |
| ------- | ------------- | ------------- | ------------- | --------------- | ---------- | -------------- | ------- | ------ |
| Titolo  | Nostromo capo | Nostromo      | Sergente      | Assistente capo | Assistente | Guardia scelta | Guardia |        |
| Insegna |               |               |               |                 |            |                |         |        |